# Studio 666
Studio 666 är en amerikansk skräckkomedi från 2022, regisserad av BJ McDonnell och skriven av Jeff Buhler och Rebecca Hughes, baserad på en berättelse av Dave Grohl. Grohl spelar huvudrollen i filmen, tillsammans med resten av Foo Fighters - Taylor Hawkins, Nate Mendel, Pat Smear, Chris Shiflett och Rami Jaffee. Även Whitney Cummings, Leslie Grossman, Will Forte, Jenna Ortega och Jeff Garlin medverkar i filmen.
Filmen släpptes i USA den 25 februari 2022 av Open Road Films och fick blandade recensioner.

## Rollista
Foo Fighters:
- Dave Grohl – sång, gitarr
- Taylor Hawkins – trummor
- Nate Mendel – basgitarr
- Pat Smear – gitarr
- Chris Shiflett – gitarr
- Rami Jaffee – klaviatur, piano

Övriga roller:
- Whitney Cummings som Samantha
- Will Forte som Restaurant Delivery Guy (Darren Sandelbaum)
- Jeff Garlin som Jeremy Shill
- Leslie Grossman som Barb Weems
- Kerry King som Krug
- Jenna Ortega som Skye Willow
- Marti Matulis som "The Caretaker"
- Lionel Richie som sig själv
- Jason Trost som Tech
- Jimmi Simpson som Venue person
- John Carpenter som Studio engineer